# Kabinett Ólafur Thors III

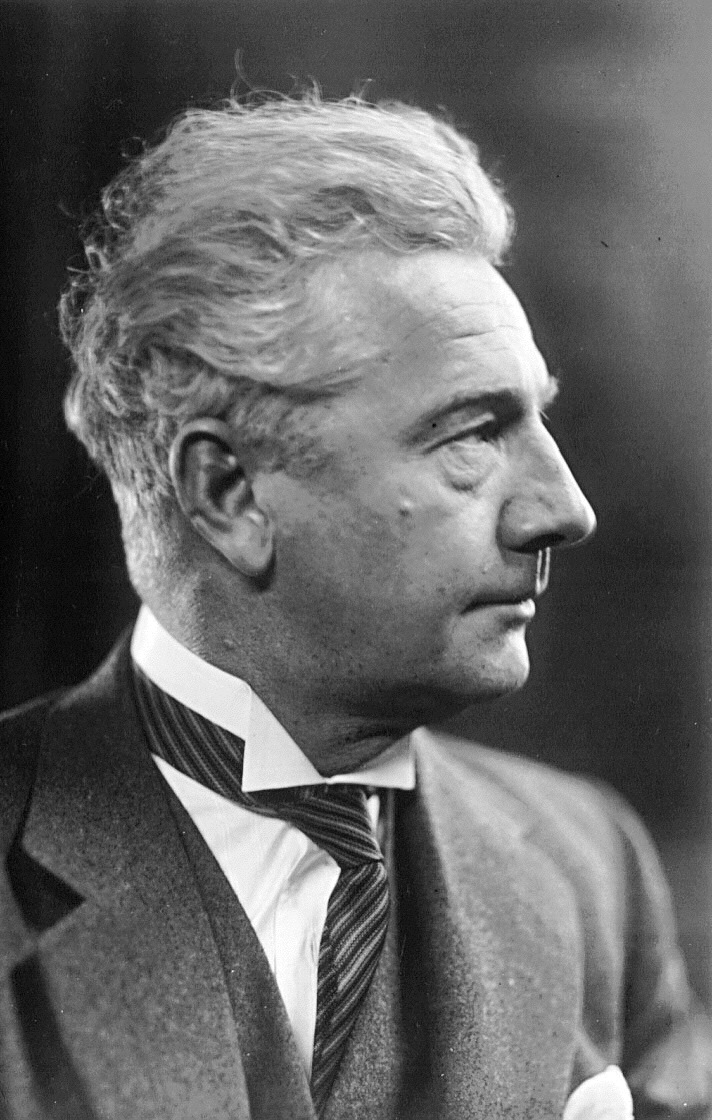
Ólafur Thors war von Mai bis Dezember 1942, 1944 bis 1947, 1949 bis 1950, 1953 bis 1956 sowie zuletzt 1959 bis 1963 Premierminister von Island

Das Kabinett Ólafur Thors III war eine Regierung der am 17. Juni 1944 ausgerufenen Demokratischen Republik Island (isländisch Lýðveldið Ísland). Es wurde am 6. Dezember 1949 gebildet und löste das Kabinett Stefán Jóhann Stefánsson ab. Es blieb bis zum 14. März 1950 im Amt, woraufhin es vom Kabinett Steingrímur Steinþórsson abgelöst wurde. 
Dem Kabinett gehörten ausschließlich Mitglieder der Unabhängigkeitspartei (Sjálfstæðisflokkurinn) an.

## Regierungsmitglieder
| Amt                                                | Amtsinhaber         | Beginn der Amtszeit | Ende der Amtszeit |
| -------------------------------------------------- | ------------------- | ------------------- | ----------------- |
| Premierminister                                    | Ólafur Thors        | 6. Dezember 1949    | 14. März 1950     |
| Außenminister, Justizminister und Bildungsminister | Bjarni Benediktsson | 6. Dezember 1949    | 14. März 1950     |
| Minister für Finanzen und Wirtschaft               | Björn Ólafsson      | 6. Dezember 1949    | 14. März 1950     |
| Minister für Fischerei und Industrie               | Jóhann Þ. Jósefsson | 6. Dezember 1949    | 14. März 1950     |
| Landwirtschaftsminister                            | Jón Pálmason        | 6. Dezember 1949    | 14. März 1950     |